# イェータ運河

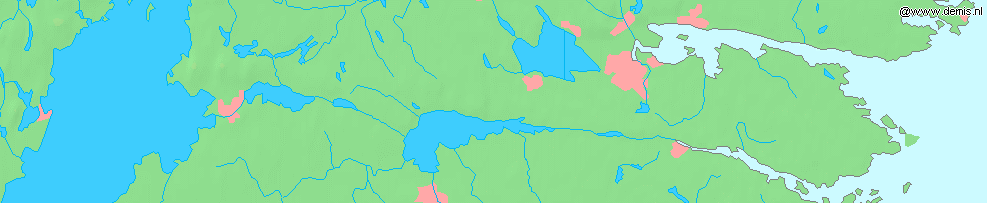
ヴェッテルン湖とバルト海の間のイェータ運河を示す地図

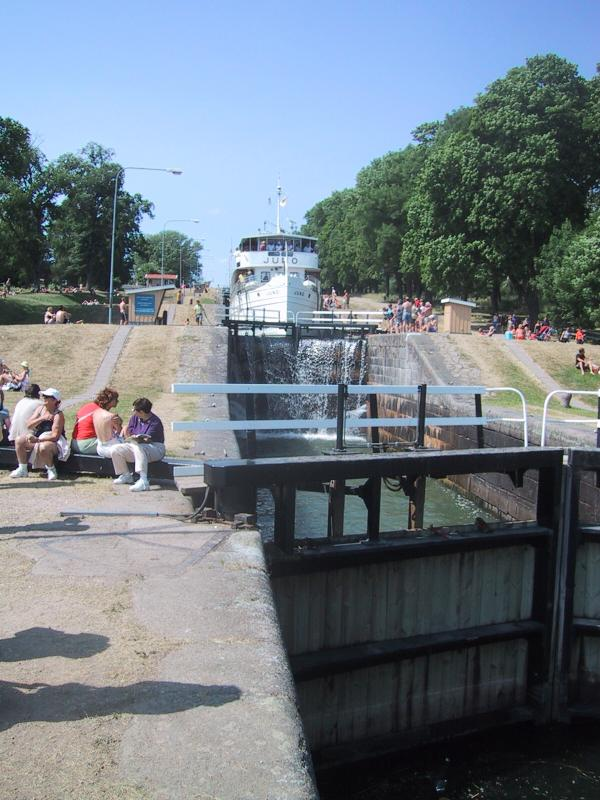
リンシェーピング近くのベリにあるベリ閘門、Roxen湖への降下

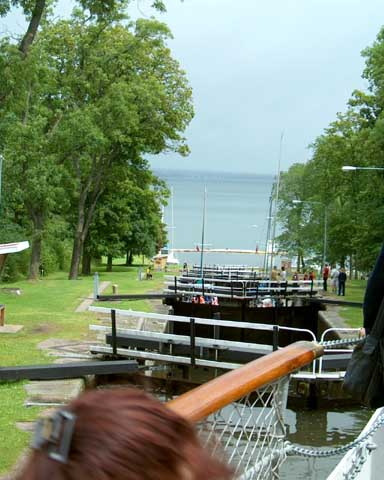
Boren湖への降下時の閘門通過

イェータ運河（イェータうんが）は、19世紀初期に建設されたスウェーデンの運河である。この運河は、スウェーデンの西海岸にあるイェーテボリから、イェータ川やトロルヘッタン運河（en:Trollhätte canal）でつながり、ヴェーネルン湖やヴェッテルン湖を通って、en:Motala strömと平行して、バルト海にあるセーデルシェーピングまで伸びている。
建造者は、バルツァール・フォン・プラテン（en:Baltzar von Platen）で、スウェーデン王の依頼でイギリスの土木技師トーマス・テルフォード（en:Thomas Telford）によって以前に作成された計画に従った。プラテンは、1810年4月11日に着工の許可を得、そして運河は、1832年9月26日に正式に開通した。テルフォード自身、計画に基づく初期の掘削を監督するために1810年にスウェーデンへ旅した。鉄道の出現のほんの10年前に築造されたため、運河はすぐに時代遅れになり、以後は改良されなかった。現在、運河は、観光地となっており、時にスウェーデンの一等観光地と呼ばれる。
運河の築造を機械装置で手助けするため、小さな技術作業所がモータラ市（en:Motala）に設立されモータラ工場（en:Motala Verkstad）と呼ばれた。この事業は、時々「スウェーデンの土木事業のゆりかご」として言及される。

## フィクションの中
いくつかの映画がイェータ運河を描いている。最も有名なのは1981年の『イェータ運河』で、その中では、張り合う2つのヨット建造者が、巨額の建造注文を得るために運河を競走する。2006年には、映画『イェータ運河2』が公開された。

## 閘門
スウェーデンの東海岸から西海岸までの閘門は、次のとおりである。（閘門ごとのメートルを併記）
- Mem, 3
- Tegelbruket, 2.3
- セーデルシェーピング, 2.4
- Duvkullen nedre, 2.3
- Duvkullen övre, 2.4
- Mariehov nedre, 2.1
- Mariehov övre, 2.6
- Carlsborg nedre, 5.1
- Carlsborg övre, 4.7
- Klämman, open
- Hulta, 3.2
- Bråttom, 2.3
- Norsholm, 0.8
- Carl Johans slussar (seven locks), 18.8
- Oskars slussar, 4.8
- Karl Ludvig Eugéns slussar, 5.5
- Brunnby, 5.3
- Heda, 5.2
- Borensberg, 0.2
- Borenshult, 15.3
- モータラ, 0.1

ヴェッテルン湖
- Forsvik, 3.5
- Tåtorp, 0.2
- Hajstorp övre, 5.0
- Hajstorp nedre, 5.1
- Riksberg, 7.5
- Godhögen, 5.1
- Norrkvarn övre, 2.9
- Norrkvarn nedre, 2.9
- Sjötorp 7-8, 4.6
- Sjötorp 6, 2.4
- Sjötorp 4-5, 4.8
- Sjötorp 2-3, 4.8
- Sjötorp 1, 2.9